# Samotność we dwoje
Samotność we dwoje (en polonès Solitud per dos) és una pel·lícula de drama psicològic polonès del 1968 dirigida per Stanisław Różewicz amb un guió basat en un relat curt de Karol Ludwik Koniński Straszny czwartek w domu pastora (Terrible dijous a casa del pastor). Fou exhibida com a part de la selecció oficial del Festival Internacional de Cinema de Sant Sebastià 1969.

## Sinopsi
El fill del pastor Hubin mor trepitjat per cavalls sobresaltats. La tragèdia destrueix la pau i la felicitat de la família. Edyta té una malaltia mental. Per això, va a la seva germana a Praga. Allà coneix al professor de música von Kschitzky, amb qui torna a casa després d'un temps.
Adalbert ensenya música a Olesia i, alhora, busca els seus favors. Ho fa de manera tan ostentosa que el pastor es desfà del convidat. Els cònjuges ja no poden viure l'un amb l'altra i Edyta deixa al pastor.

## Repartiment
- Mieczysław Voit – pastor Hubina
- Barbara Horawianka – Edyta, esposa de Hubina
- Ignacy Gogolewski – Adalbert von Kschitzky
- Kazimierz Dejunowicz – Metge
- Krystyna Feldman – Dona del poble
- Svatava Hubeniakova – Anna, germana d'Edyta
- Eugeniusz Kamiński
- Janusz Kłosiński – Kadulok
- Stanisław Milski – Zając
- Józef Nalberczak – Kasperlik
- Wanda Neumann – Hanka, servent de Hubina
- Iza Nowocin – Olesia, filla de Hubina
- Janusz Paluszkiewicz – regidor Józef
- Leszek Pankowski – Bogdanek, fill Hubinów